# Atletica leggera ai IX Giochi del Mediterraneo
Le gare di atletica leggera ai Giochi del Mediterraneo 1983 si sono svolte a Casablanca. Precisamente si sono svolte 39 gare, 23 maschili e 16 femminili.

## Specialità

### Uomini
| Evento                            | Oro                                                                     | Prestazione | Argento                                                          | Prestazione | Bronzo              | Prestazione |
| Corse piane                       |                                                                         |             |                                                                  |             |                     |             |
| 100 m (dettagli)                  | Pierfrancesco Pavoni                                                    | 10"24       | Antoine Richard                                                  | 10"26       | Stefano Tilli       | 10"29       |
| 200 m (dettagli)                  | Pietro Mennea                                                           | 20"30       | Jean-Jacques Boussemart                                          | 20"41       | Carlo Simionato     | 20"63       |
| 400 m (dettagli)                  | Aldo Canti                                                              | 45"28       | Hector Llaster                                                   | 45"79       | Zeljko Knapic       | 45"95       |
| 800 m (dettagli)                  | Saïd Aouita                                                             | 1'51"45     | Faouzi Lahbi                                                     | 1'51"63     | Coloman Trabado     | 1'52"19     |
| 1 500 m (dettagli)                | Saïd Aouita                                                             | 3'39"19     | José-Luis Gonzalez                                               | 3'39"59     | José Abascal        | 3'39"64     |
| 5 000 m (dettagli)                | Alberto Cova                                                            | 13'57"77    | Filippos Filippou                                                | 13'59"37    | Antonio Prieto      | 13'59"91    |
| 10 000 m (dettagli)               | Thierry Watrice                                                         | 29'05"95    | Venanzio Ortis                                                   | 29'12"89    | Luis Adsuara        | 29'19"25    |
| 3 000 m siepi (dettagli)          | Joseph Mahmoud                                                          | 8'19"29     | Domingo Ramon                                                    | 8'19"60     | Francisco Sánchez   | 8'20"67     |
| Corse ad ostacoli                 |                                                                         |             |                                                                  |             |                     |             |
| 110 m ostacoli (dettagli)         | Javier Moracho                                                          | 13"54       | Carlos Sala                                                      | 13"55       | Daniele Fontecchio  | 13"64       |
| 400 m ostacoli (dettagli)         | José Alonso                                                             | 50"96       | Carlos Azulay                                                    | 51"90       | Ahmed Ghanem        | 51"99       |
| Concorsi                          |                                                                         |             |                                                                  |             |                     |             |
| Salto in alto (dettagli)          | Othmane Belfaa                                                          | 2,26 m      | Bernard Bachorz                                                  | 2,26 m      | Frank Verzy         | 2,22 m      |
| Salto con l'asta (dettagli)       | Patrick Abada                                                           | 5,55 m      | Serge Leveur                                                     | 5,30 m      | Mauro Barella       | 5,10 m      |
| Salto in lungo (dettagli)         | Dimitrios Delifotis                                                     | 7,77 m      | Antonio Corgos                                                   | 7,75 m      | Marco Piochi        | 7,74 m      |
| Salto triplo (dettagli)           | Dimitros Michas                                                         | 16,70 m     | Dario Badinelli                                                  | 16,50 m     | Christian Valétudie | 16,33 m     |
| Getto del peso (dettagli)         | Jovan Lazarević                                                         | 20,05 m     | Alessandro Andrei                                                | 19,19 m     | Vladimir Milić      | 19,40 m     |
| Lancio del disco (dettagli)       | Kostantinos Georgakopoulos                                              | 62,58 m     | Mohamed Naguib                                                   | 61,24 m     | Marco Martino       | 58,72 m     |
| Lancio del martello (dettagli)    | Giampaolo Urlando                                                       | 69,94 m     | Orlando Bianchini                                                | 68,58 m     | Raul Jimeno         | 67,16 m     |
| Lancio del giavellotto (dettagli) | Agostino Ghesini                                                        | 79,28 m     | Charlus Bertimon                                                 | 78,12 m     | Tarek Chaabani      | 73,28 m     |
| Prove su strada                   |                                                                         |             |                                                                  |             |                     |             |
| Maratona (dettagli)               | Mehmet Terz                                                             | 2h22'32"    | Ahmet Altun                                                      | 2h22'51"    | Honorato Hernandez  | 2h23'15"    |
| Marcia 20 km (dettagli)           | Maurizio Damilano                                                       | 1h23'19"    | Gérard Lelièvre                                                  | 1h24'32"    | Sergio Spagnulo     | 1h27'54"    |
| Prove multiple                    |                                                                         |             |                                                                  |             |                     |             |
| Decathlon (dettagli)              | Joško Vlašić                                                            | 7440 punti  | Hubert Indra                                                     | 7314 punti  | Mohamed Bensaad     | 7197 punti  |
| Staffette                         |                                                                         |             |                                                                  |             |                     |             |
| Staffetta 4x100 (dettagli)        | Italia Pierfrancesco Pavoni Carlo Simionato Stefano Tilli Pietro Mennea | 38"76       | Francia                                                          | 39"54       | Grecia              | 40"31       |
| Staffetta 4x400 (dettagli)        | Francia                                                                 | 3'04"38     | Italia Roberto Ribaud Donato Sabia Mauro Zuliani Daniele D'Amico | 3'04"54     | Spagna              | 3'06"54     |

### Donne
| Evento                            | Oro                                                                   | Prestazione | Argento                                                           | Prestazione. | Bronzo               | Prestazione |
| Corse piane                       |                                                                       |             |                                                                   |              |                      |             |
| 100 m (dettagli)                  | Rose-Aimée Bacoul                                                     | 11"19       | Marisa Masullo                                                    | 11"47        | Marie-France Loval   | 11"62       |
| 200 m (dettagli)                  | Rose-Aimée Bacoul                                                     | 22"67       | Liliane Gaschet                                                   | 22"97        | Marisa Masullo       | 23"12       |
| 400 m (dettagli)                  | Raymonde Naigre                                                       | 52"78       | Erica Rossi                                                       | 53"83        | Cosetta Campana      | 54"52       |
| 800 m (dettagli)                  | Nathalie Thoumas                                                      | 2'07"06     | Slobodanka Colovic                                                | 2'07"34      | Mirela Sket          | 2'07"70     |
| 1 500 m (dettagli)                | Agnese Possamai                                                       | 4'13"58     | Marica Mrsi                                                       | 4'15"04      | Gloria Palle         | 4'18"69     |
| 3 000 m (dettagli)                | Agnese Possamai                                                       | 9'15"64     | Marica Mrsic                                                      | 9'08"54      | Pilar Fernandez      | 9'24"96     |
| Corse ad ostacoli                 |                                                                       |             |                                                                   |              |                      |             |
| 100 m ostacoli (dettagli)         | Michèle Chardonnet                                                    | 13"21       | Elisavet Pantazi                                                  | 13"42        | Marie-Noëlle Savigny | 13"44       |
| 400 m ostacoli (dettagli)         | Nawal El Moutawakel                                                   | 56"59       | Giuseppina Cirulli                                                | 58"48        | Mojka Savla          | 59"41       |
| Concorsi                          |                                                                       |             |                                                                   |              |                      |             |
| Salto in alto (dettagli)          | Maryse Ewange-Epée                                                    | 1,89 m      | Biljana Petrovic (Bojovic)                                        | 1,86 m       | Lidija Lapajne       | 1,86 m      |
| Salto in lungo (dettagli)         | Snezana Dancetovic                                                    | 6,30 m      | Naima Benboubker                                                  | 5,95 m       | Antonella Capriotti  | 5,94 m      |
| Getto del peso (dettagli)         | Soultana Saroudi                                                      | 18,01 m     | Simone Créantor                                                   | 16,36 m      | Souad Malloussi      | 15,30 m     |
| Lancio del disco (dettagli)       | Isabelle Accambray                                                    | 53,70 m     | Catherine Beauvais                                                | 53,62 m      | Renata Scaglia       | 53,34m      |
| Lancio del giavellotto (dettagli) | Anna Verouli                                                          | 61,62 m     | Fausta Quintavalla                                                | 59,08 m      | Nadine Schoellkopf   | 52,54 m     |
| Prove multiple                    |                                                                       |             |                                                                   |              |                      |             |
| Eptathlon (dettagli)              | Cherifa Meskaoui                                                      | 5498 punti  | Dalila Tayebi                                                     | 5456 punti   | Esmeralda Pecchio    | 5379 punti  |
| Staffette                         |                                                                       |             |                                                                   |              |                      |             |
| Staffetta 4x100 (dettagli)        | Francia                                                               | 43"36       | Italia Mary Busato Daniela Ferrian Marisa Masullo Gisella Trombin | 44"79        | Marocco              | 46"69       |
| Staffetta 4x400 (dettagli)        | Italia Cosetta Campana Giuseppina Cirulli Letizia Magenti Erica Rossi | 3'33"63     | Francia                                                           | 3'35"41      | Jugoslavia           | 3'37"87     |

RM= Record del Mondo
RG= Record dei Giochi

## Medagliere
| Posizione | Paese      |    |    |    | Totale |
| --------- | ---------- | -- | -- | -- | ------ |
| 1         | Francia    | 13 | 12 | 4  | 29     |
| 2         | Italia     | 10 | 11 | 12 | 33     |
| 3         | Grecia     | 5  | 2  | 2  | 9      |
| 4         | Marocco    | 4  | 3  | 2  | 9      |
| 5         | Jugoslavia | 3  | 4  | 6  | 13     |
| 6         | Spagna     | 2  | 4  | 10 | 16     |
| 7         | Algeria    | 1  | 1  | 1  | 3      |
| 8         | Turchia    | 1  | 1  | 0  | 2      |
| 9         | Egitto     | 0  | 1  | 1  | 2      |
| 10        | Tunisia    | 0  | 0  | 1  | 1      |
| Totale    | Totale     | 39 | 39 | 39 | 117    |